# Тридцать тиранов (Рим)
Тридцать тиранов — раздел книги «Авторы жизнеописаний Августов», посвящённый эпохе недолговечных узурпаторов в правление императора Галлиена. Приписана одному из шести (возможно, вымышленных) авторов по имени Требеллий Поллион. Число 30 носит характер подгонки под аналогию с афинскими тридцатью тиранами.
Из 32 человек, перечисленных в этой главе, первым был Кириад, а последним — Цензорин. Двое последних — Тит и Цензорин — отнесены самим автором к правлениям Максимина Фракийца и Клавдия Готского, так что на эпоху Галлиена падает ровно 30 имён.
Из них лишь 9 действительно претендовали на императорскую власть как самостоятельные императоры в правление Галлиена, рассказы о них находятся в начальных главах книги. 5 были современниками не Галлиена, а других императоров (из них 2 — юные наследники-соправители). 1 — юноша-соправитель своего отца императора Постума, 12 никогда не претендовали на императорское достоинство (из них 2 женщины, пальмирская Зенобия и галльская Виктория/Витрувия, и 3 юношей), ещё по крайней мере 3 (Требеллиан, Цельс, Сатурнин), по-видимому, просто вымышлены. При этом как минимум трое реальных узурпаторов того же времени, известных только по монетам (Мемор, Силбаннак и Домициан II), не упомянуты.

## Список
| №  | Правление | Имя              | Примечание                        |
| -- | --------- | ---------------- | --------------------------------- |
| 1  | 255       | Кириад           | В Сирии                           |
| 2  | 260-269   | Постум           | В Галлии, Британии и Испании      |
| 3  | 260-269   | Постум Младший   | Сын и соправитель Постума         |
| 4  | 269       | Лелиан           | В верхней Германии                |
| 5  | 269-271   | Викторин         | В Галлии и Британии               |
| 6  | 271       | Викторин Младший | В Галлии и Британии               |
| 7  | 269       | Марий            | В Галлии и Британии               |
| 8  | 260       | Ингенуй          | В Паннонии                        |
| 9  | 260       | Регалиан         | В Паннонии                        |
| 10 | 268       | Авреол           | В Медиолане                       |
| 11 | 260-261   | Макриан Старший  | В малой Азии                      |
| 12 | 260-261   | Макриан Младший  | В малой Азии                      |
| 13 | 260-261   | Квиет            | В Сирии                           |
| 14 | 260-267   | Оденат           | В малой Азии, Месопотамии и Сирии |
| 15 | 260-267   | Герод            | Сын и соправитель Одената         |
| 16 | 267       | Меоний           | В малой Азии, Месопотамии и Сирии |
| 17 | 261       | Балиста          | В Египте                          |
| 18 | 250       | Валент Старший   | В Далмации                        |
| 19 | 261       | Валент           | В Ахее                            |
| 20 | 261       | Пизон            | В Ахее                            |
| 21 | 262       | Эмилиан          | В Сирии                           |
| 22 | 264       | Сатурнин         | ?                                 |
| 23 | 271-274   | Тетрик Старший   | В Галлии и Британии               |
| 24 | 273-274   | Тетрик Младший   | Сын и соправитель Тетрика I       |
| 25 | ок. 266   | Требеллиан       | В Иссаврии                        |
| 26 | ?         | Херениан         | ?                                 |
| 27 | ?         | Тимолай          | ?                                 |
| 28 | 265       | Цельс            | В Африке                          |
| 29 | 267-273   | Зенобия          | В малой Азии, Месопотамии и Сирии |
| 30 | 271       | Виктория         | В Галлии и Британии               |
| 31 | 235       | Тит              | В Месопотамии                     |
| 32 | 269       | Цензорин         | В Ассирии                         |